# Associação de Futebol da Bósnia e Herzegovina
A Associação de Futebol da Bósnia e Herzegovina (em bósnio: Nogometni Savez Bosne i Hercegovine, NSBiH; em sérvio: Фудбалски савез Босне и Херцеговине, ФСБиХ ou Fudbalski Savez Bosne i Hercegovine, FSBiH; em croata:  Nogometni Savez Bosne i Hercegovine, NSBiH) é a entidade máxima do futebol da Bósnia e Herzegovina.
Foi fundada em 1992 e desde 1996 é membro da FIFA e de 1998 da UEFA.
É encarregada da organização do Campeonato Bósnio de Futebol e dos demais campeonatos e ligas da Bósnia e Herzegovina, assim como das partidas da seleção nacional em suas distintas categorias.

## História
A Federação de Futebol da Bósnia e Herzegovina foi criada no final da II Guerra Mundial, sendo associada a Federação da Jugoslávia, promovendo clubes bósnios a competições nacionais e internacionais.
Depois de a Bósnia e Herzegovina ter conseguido a sua independência em 1992, a Federação procurou se afiliar a uma entidade de nível internacional, mas como o país estava devastado pela guerra, a Federação apenas conseguiu se filiar na FIFA em 1996 e em 1998 na UEFA.